# 1910年11月17日月食
1910年11月17日月食为一次在协调世界时1910年11月17日出現的月全食。該次月食半影食分為2.116、全影食分為1.131。偏食維持了97分，全食維持26分。

## 概述
這次月食的食分是3.42，偏食維持了97分，全食維持26分。

## 基本參數
- 類型：月全食
- 食甚資料：
  - 日期：1910年11月17日
  - 時間：0:21
  - 月球位置：赤經3.42度、赤緯19.1度
  - 食分：半影食分：2.116、全影食分：1.131
  - 持續時間：偏食97分、全食26分

## 外部連結
- NASA月食專頁（页面存档备份，存于）（英文）